# 臺中市西區大勇國民小學
臺中市西區大勇國民小學（簡稱臺中市大勇國小）是台灣臺中市西區的一所國民小學，位於西區忠明南路515號。為舒緩附近忠孝國小、和平國小增班壓力而成立。曾多次代表臺中市參加全國學生舞蹈比賽。

## 歷史
- 1988年，由忠孝國小籌備建校事宜。
- 1990年10月15日，核准成立臺中市西區大勇國民小學。
- 1993年，成立附設國中。

## 歷任校長
- 第一任孫朝芝：1992年-1996年
- 代理詹坤艋：1996年-1997年（教務主任）
- 第二任賴松雄：1997年-2006年
- 第三任陳聰銘：2007年-2007年
- 代理王鴻裕：2007年-2008年（教務主任）
- 第四任吳水進：2008年-2012年
- 第五任周玉娟：2012年-2016年
- 第六任鄭國男：2016年-2022年
- 第七任黃志偉：2022年-

## 外部連結
大勇國小 （页面存档备份，存于）